# Asilus saulcyi
Asilus saulcyi är en tvåvingeart som beskrevs av Macquart 1838. Asilus saulcyi ingår i släktet Asilus och familjen rovflugor.
Artens utbredningsområde är Kanarieöarna. Inga underarter finns listade i Catalogue of Life.